# Rondel Sorrillo

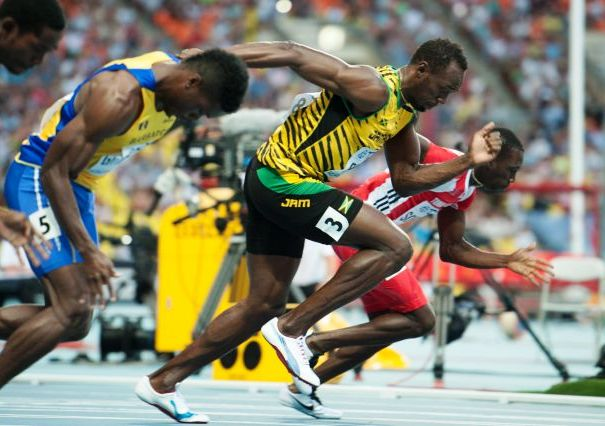
Rondel Sorrillo (rotes Trikot)

Rondel Sorrillo (Rondel Kelvin Sorrillo; * 24. Januar 1986 in La Brea) ist ein Sprinter aus Trinidad und Tobago.
2008 gewann er über 200 Meter Silber bei den Zentralamerika- und Karibikmeisterschaften und erreichte bei den Olympischen Spielen in Peking das Viertelfinale.
Im Jahr darauf folgte über 200 Meter einer weiteren Silbermedaille bei den Zentralamerika- und Karibikmeisterschaften ein Halbfinaleinzug bei den Weltmeisterschaften 2009 in Berlin. Bei den Zentralamerika- und Karibikspielen 2010 gewann er Silber über 200 Meter und Gold in der 4-mal-100-Meter-Staffel. 2011 holte er über 200 Meter erneut Silber bei den Zentralamerika- und Karibikmeisterschaften und wurde Siebter bei den Weltmeisterschaften in Daegu.
Bei den Olympischen Spielen 2012 in London gelangte er über 100 Meter ins Halbfinale und schied über 200 Meter im Vorlauf aus.
2013 kam er bei den Weltmeisterschaften in Moskau über 100 Meter nicht über die erste Runde hinaus und kam mit der 4-mal-100-Meter-Stafette aus Trinidad und Tobago auf den siebten Platz.
Bei den Commonwealth Games 2014 in Glasgow verpasste er über 200 Meter knapp den Einzug ins Finale und gewann Bronze in der 4-mal-100-Meter-Staffel. Eine weitere Bronzemedaille mit der 4-mal-100-Meter-Stafette aus Trinidad und Tobago holte er bei den Panamerikanischen Spielen 2015 in Toronto.

## Persönliche Bestzeiten
- 60 m (Halle): 6,57 s, 24. Januar 2015, Lexington
- 100 m: 10,03 s, 23. Juni 2012, Port of Spain
- 200 m: 20,16 s, 14. August 2011, Port of Spain
  - Halle: 20,72 s, 13. März 2009, College Station